# 延寿区

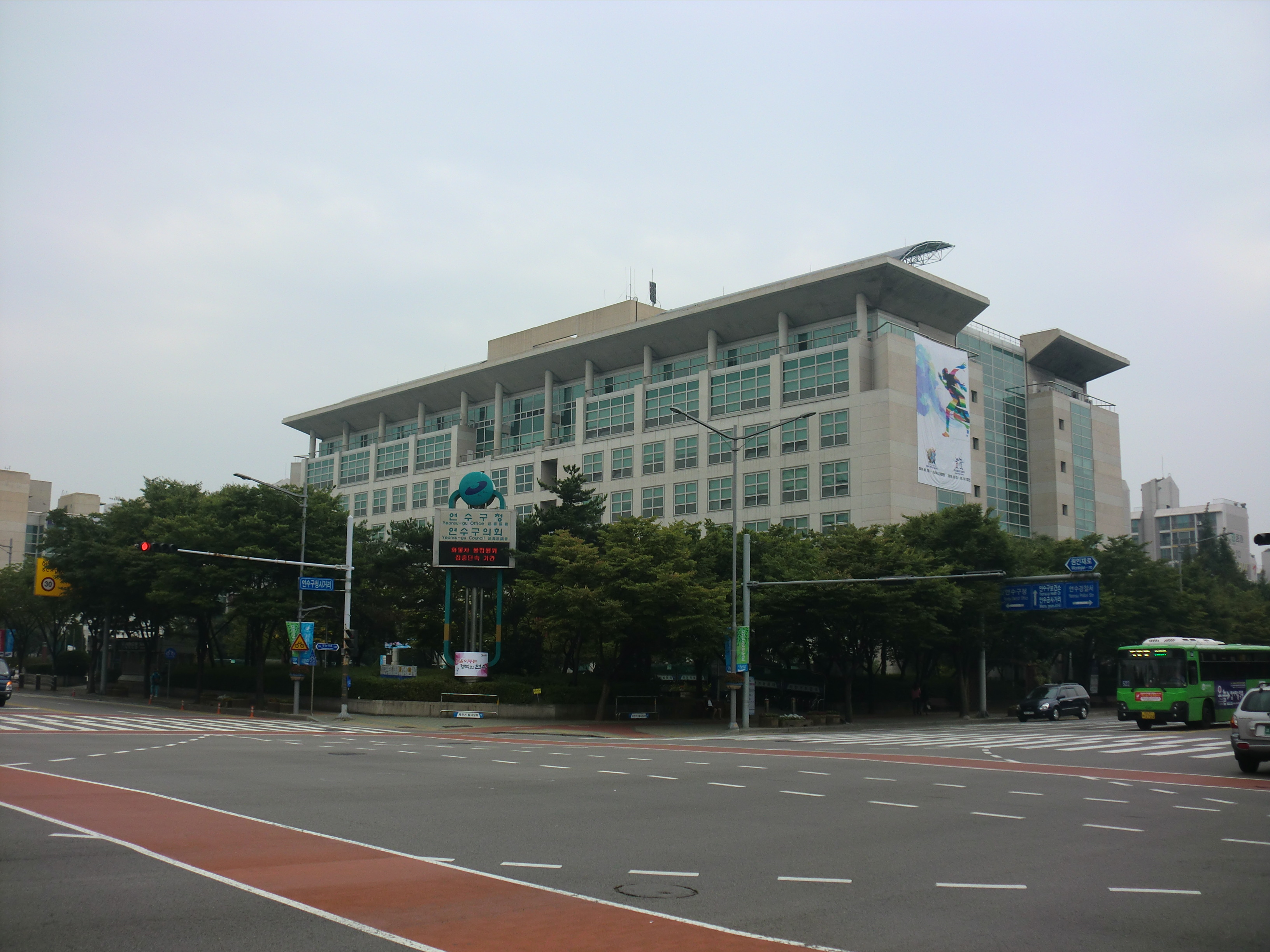
延寿区庁

延寿区（ヨンスく）は、大韓民国仁川広域市の区。

## 歴史
- 1995年3月1日 - 南区玉蓮洞・仙鶴洞・延寿洞・青鶴洞・東春洞をもって、南区から分立。

## 行政

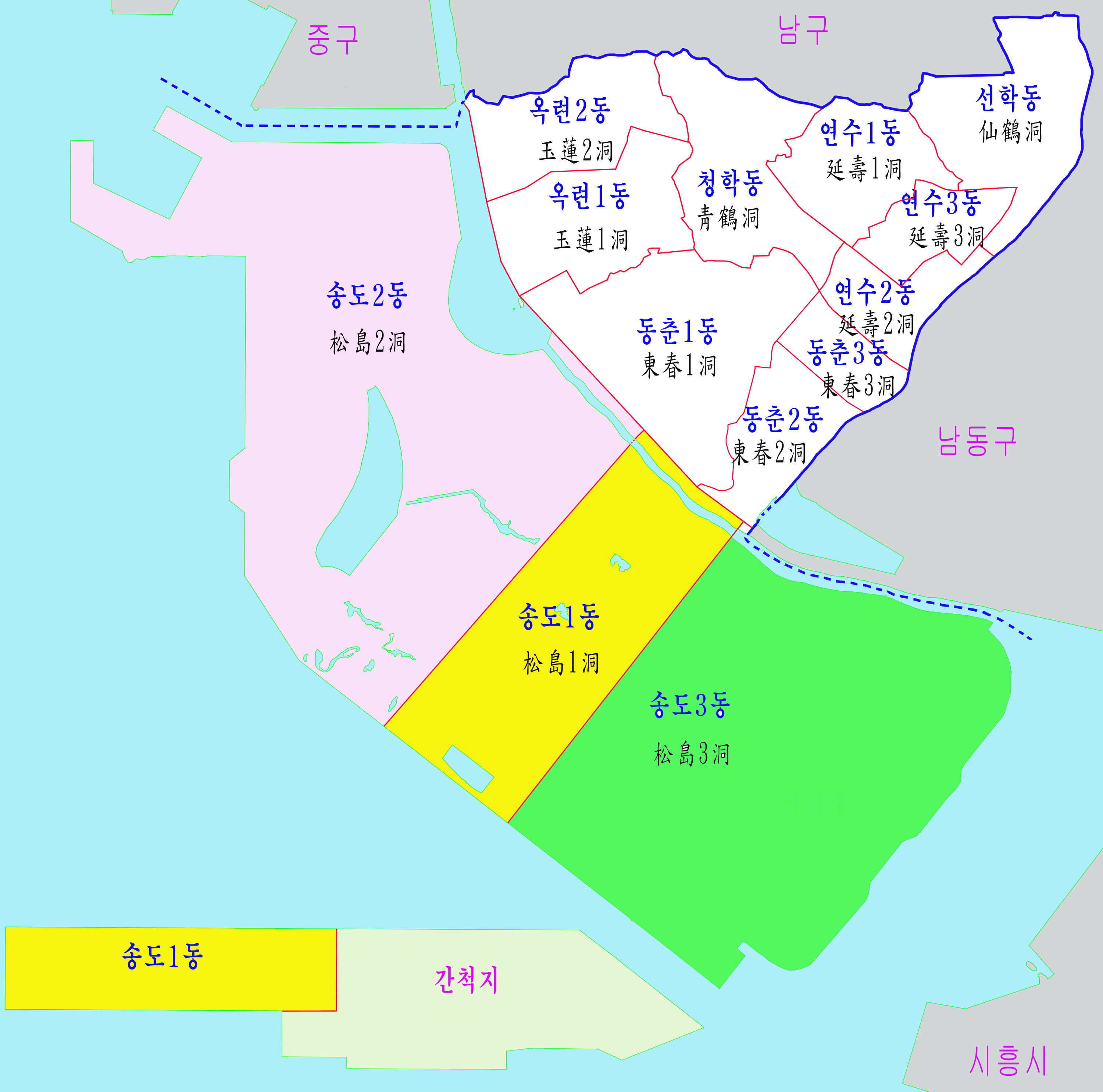
行政区域図

### 下部行政区画
15行政洞（6法定洞）からなる。
| 行政洞  | 法定洞 |
| ------- | ------ |
| 玉蓮1洞 | 玉蓮洞 |
| 玉蓮2洞 | 玉蓮洞 |
| 仙鶴洞  | 仙鶴洞 |
| 延寿1洞 | 延寿洞 |
| 延寿2洞 | 延寿洞 |
| 延寿3洞 | 延寿洞 |
| 青鶴洞  | 青鶴洞 |
| 東春1洞 | 東春洞 |
| 東春2洞 | 東春洞 |
| 東春3洞 | 東春洞 |
| 松島1洞 | 松島洞 |
| 松島2洞 | 松島洞 |
| 松島3洞 | 松島洞 |
| 松島4洞 | 松島洞 |
| 松島5洞 | 松島洞 |

### 警察
- 仁川延寿警察署

### 消防
- 仁川工団消防署
  - 玉蓮119安全センター
  - 東春119安全センター
- 仁川松島消防署

## 交通機関

### 鉄道
- 水仁線
  - 源仁斎駅 - 延寿駅 - 松島駅
- 仁川都市鉄道1号線
  - 文鶴競技場駅 - 仙鶴駅 - 新延寿駅 - 源仁斎駅 - 東春駅 - 東幕駅 - キャンパスタウン駅 - テクノパーク駅 - 知識情報団地駅 - 仁川大入口駅 - セントラルパーク駅 - 国際業務地区駅 - 松島月光祝祭公園駅